# John S. Mosby
John Singleton Mosby (Powhatan County (Virginia), 6 december 1833 - Washington D.C., 30 maart 1916) was een Amerikaanse militair die voor de Geconfedereerde Staten vocht tijdens de Amerikaanse Burgeroorlog. Na de oorlog was hij onder meer consul voor de Verenigde Staten in Brits Hongkong.

## Biografie

### Vroege jaren
Tijdens zijn kinderjaren was John Singleton Mosby een ziekig kind en werd hij veel gepest op school. Hij leerde wel op jonge leeftijd om terug te vechten. In 1849 ging hij klassieke talen studeren aan de Universiteit van Virginia, maar ook op de universiteit werd hij gepest. Tijdens een confrontatie met een medestudent trok hij zijn pistool en schoot Mosby hem in de nek. Hij werd meteen gearresteerd en veroordeeld tot een jaar gevangenisstraf plus een boete van 500 dollar. Daarnaast werd hij ook van de universiteit weggestuurd.
Wegens een slechte gezondheid werd Mosby gratie verleend door de gouverneur van Virginia en hierdoor kwam hij in het voorjaar van 1854 vrij. Na zijn vrijlating ging hij rechten studeren en studeerde hij ook aan de balie van de openbaar aanklager William J. Robertson. In 1857 kreeg hij de toestemming om zijn eigen praktijk te starten nabij Howardsville. In datzelfde jaar trouwde hij met Pauline Clarke met wie hij drie kinderen zou krijgen.

### Amerikaanse Burgeroorlog
Bij het uitbreken van de Amerikaanse Burgeroorlog sprak Mosby zich uit voor de secessie en ging hij het leger in van de Geconfedereerde Staten als soldaat. Hij vocht met de Virginia Volunteers mee in de Eerste Slag bij Bull Run. Door zijn buitengewone vaardigheden en intelligentie kreeg hij de belangstelling van J.E.B. Stuart. Begin 1862 werd hij gepromoveerd tot eerste luitenant en kreeg hij een plek bij de cavalerieverkenners van Stuart. Hij werd gevangen genomen door de Unie en korte tijd zat hij gevangen in de Old Capitol Prison in Washington D.C. voor hij voorwaardelijk werd vrijgelaten.
In januari 1863 kreeg Mosby van Stuart het commando over de 43ste Virginia Cavalry die zou gaan opereren als een groep partizanen. Zijn commando zou bekend komen te staan als de Mosby's Rangers. Ondertussen was hij gepromoveerd tot de gang van majoor. Mosby voerde rooftochten uit op de aanvoerlijnen van de Unie. Door het succes van zijn commando en het vermogen om op te duiken en weer te verdwijnen kreeg Mosby de bijnaam "The Gray Ghost" (de grijze geest). In maart 1863 voerde hij zijn meest succesvolle aanval uit waar hij brigadier-generaal Edwin H. Stoughton gevangen wist te nemen.
Mosby's Rangers bleven hun acties voortzetten na de overgave van Robert E. Lee. Mosby weigerde formeel de wapens neer te leggen, maar wel ontbond hij zijn commando en ging iedereen zijn eigen weg. De Unie had een prijs op zijn hoofd gezet en hierdoor was Mosby gedwongen om onder te duiken in Lynchburg. Nadat de prijs op zijn hoofd was ingetrokken gaf hij zich ten slotte over op 17 juni 1865. Hierop ging hij weer verder met zijn advocatenkantoor in Warrenton.

### Naoorlogse carrière
Aanvankelijk was Mosby een held voor de zuiderlingen, maar hij werd lid van de Republikeinse Partij en steunde de kandidatuur van Ulysses S. Grant voor diens presidentschap. President Rutherford Hayes benoemde hem tot Amerikaans consul in Brits Hongkong. Een functie die Mosby tussen 1878 en 1885 zou vervullen. Tussen 1904 en 1910 diende hij ook als assistent-aanklager bij het Department of Justice. Mosby overleed in 1916 aan de complicaties van een keeloperatie. Hij werd begraven op de begraafplaats van Warrenton.
- Gemeinsame Normdatei: 124540392
- International Standard Name Identifier: 0000 0000 8095 5886
- Library of Congress Control Number: n82212191
- Nationale Bibliotheek van Tsjechië: ola2009488106
- Nationale Bibliotheek van Israël: 987007272535705171
- Nederlandse Thesaurus van Auteursnamen: 341363510
- SNAC: w6vx0jdw
- Système universitaire de documentation: 082840318
- Virtual International Authority File: 15707635
- WorldCat: E39PBJkXyXp7CpBXJQ4B4BtdwC